# Davis Phinney
Davis Phinney, född den 10 juli 1959 i Boulder, Colorado, är en amerikansk tävlingscyklist som tog OS-brons i lagtempolopet vid olympiska sommarspelen 1984 i Los Angeles. Han är gift med fd tävlingscyklisten och skridskoskrinnaren Connie Carpenter-Phinney och far till tävlingscyklisten Taylor Phinney.